# 康韋縣 (阿肯色州)
康韋縣（英語：Conway County）是美国阿肯色州中北部的一個縣，面積1,468平方公里。根据2020年美國人口普查，共有人口20,715人。縣治莫里爾頓（Morrilton）。該縣成立於1825年10月20日，縣名紀念代表阿肯色领地的國會議員亨利·W·康韋。